# Gagrellopsis nodulifera
Gagrellopsis nodulifera is een hooiwagen uit de familie Sclerosomatidae.